# هاتون کرانزویک
هاتون کرانزویک (به انگلیسی: Hutton Cranswick) یک روستا و محله مدنی در بریتانیا است که در East Riding of Yorkshire واقع شده‌است. هاتون کرانزویک ۲٬۰۶۵ نفر جمعیت دارد.